# 拉萨市人民体育场
拉萨市人民体育场是中国西藏自治区拉萨市的一座体育场，位于拉萨市江苏路16号。该体育场是拉萨最主要的足球比赛场之一。